# 1220

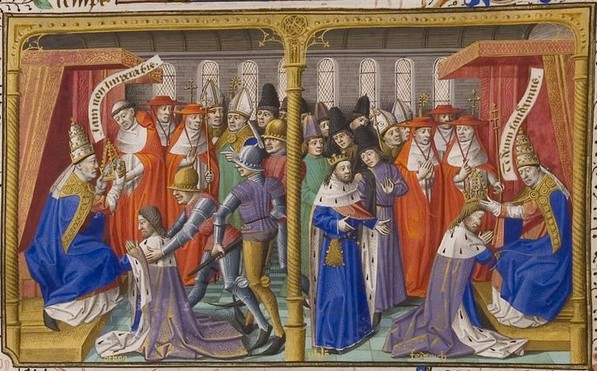
Frederik II tot keizer gekroond

Het jaar 1220 is het 20e jaar in de 13e eeuw volgens de christelijke jaartelling.

## Gebeurtenissen
januari
- 4 - Stormvloed in de Groningse Ommelanden.

april
- 26 - Confoederatio cum principibus ecclesiasticis: Frederik II verleent diverse rechten aan de prins-bisschoppen.

juli
- 7 - De schrijn van Thomas Becket wordt in aanwezigheid van de koning overgebracht naar Trinity Chapel in de kathedraal van Cantebury. Het graf wordt

daar een van de drukst bezochte bedevaartsoorden.
- juli - Willem I van Holland trouwt met Maria van Brabant. De bruid krijgt Dordrecht ten geschenke, welke stad bij deze gelegenheid stadsrechten krijgt.

augustus
- circa 8 - Slag bij Lihula: De Esten verslaan de Zweden onder koning Johan I bij Lihula. De Zweden worden uit Estland verdreven.

oktober
- 1 - Aartsbisschop Engelbert van Keulen wijdt de Munsterkerk in Roermond.

november
- 22 - De Duitse koning Frederik II wordt door paus Honorius III tot keizer gekroond.
  - Frederik laat zijn zoon Hendrik VII tot medekoning benoemen, en verlaat Duitsland om zich met Sicilië bezig te houden. Duitsland wordt geregeerd door aartsbisschop Engelbert van Keulen, als regent voor Hendrik VII.

zonder datum
- De sjah van Chorasmië pleegt zelfmoord, en het rijk komt in handen van de Mongolen onder Dzjenghis Chan.
  - De stad Samarkand wordt zwaar beschadigd bij de Mongoolse verovering.
- Begin van de bouw van de Sint-Janskathedraal in 's-Hertogenbosch. (vermoedelijke datum)
- oudst bekende vermelding: Vinkt

## Opvolging
- Brandenburg - Albrecht II opgevolgd door zijn zoons Johan I en Otto III
- Guînes - Arnoud II opgevolgd door zijn zoon Boudewijn III
- aartsbisdom Keulen - Adolf I van Altena opgevolgd door Engelbert II van Berg
- Lotharingen - Theobald I opgevolgd door zijn broer Mattheus II
- Rûm - Keikaus I opgevolgd door Keikubad I

## Afbeeldingen

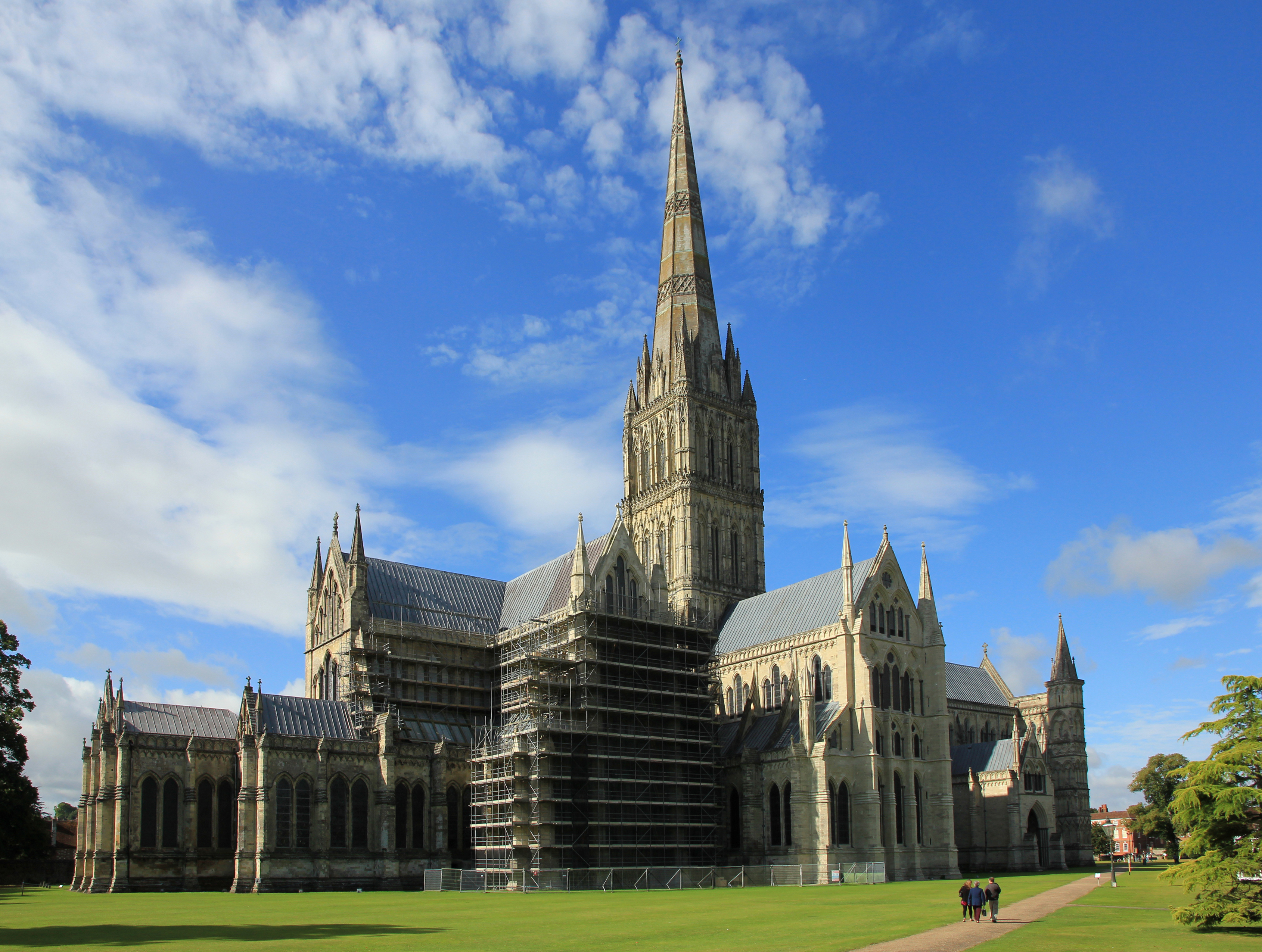
Kathedraal van Salisbury, bouw begonnen 1220
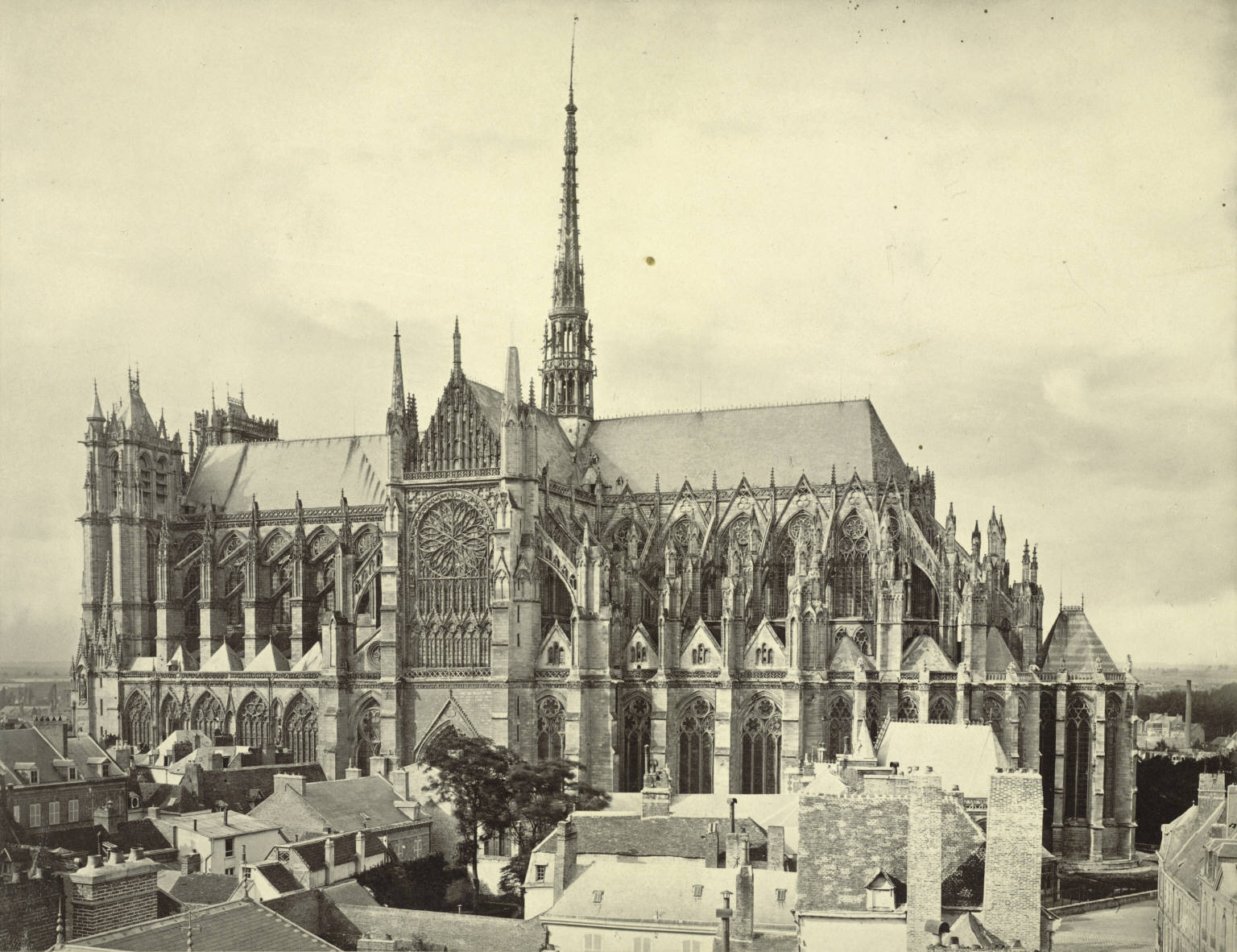
Notre-Dame van Amiens, gebouwd 1220-1269
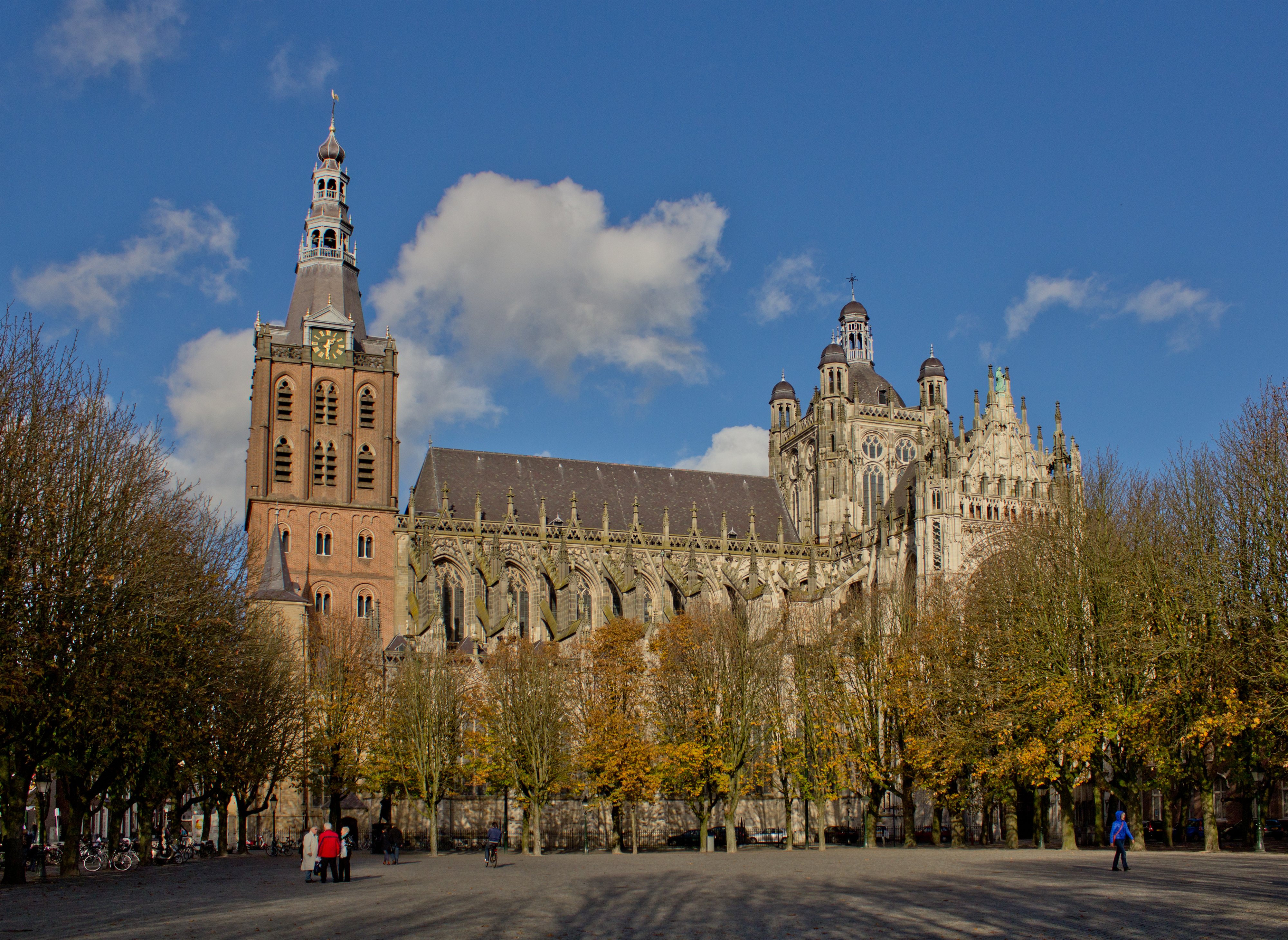
Sint-Janskathedraal 's-Hertogenbosch, bouw begonnen ca. 1220
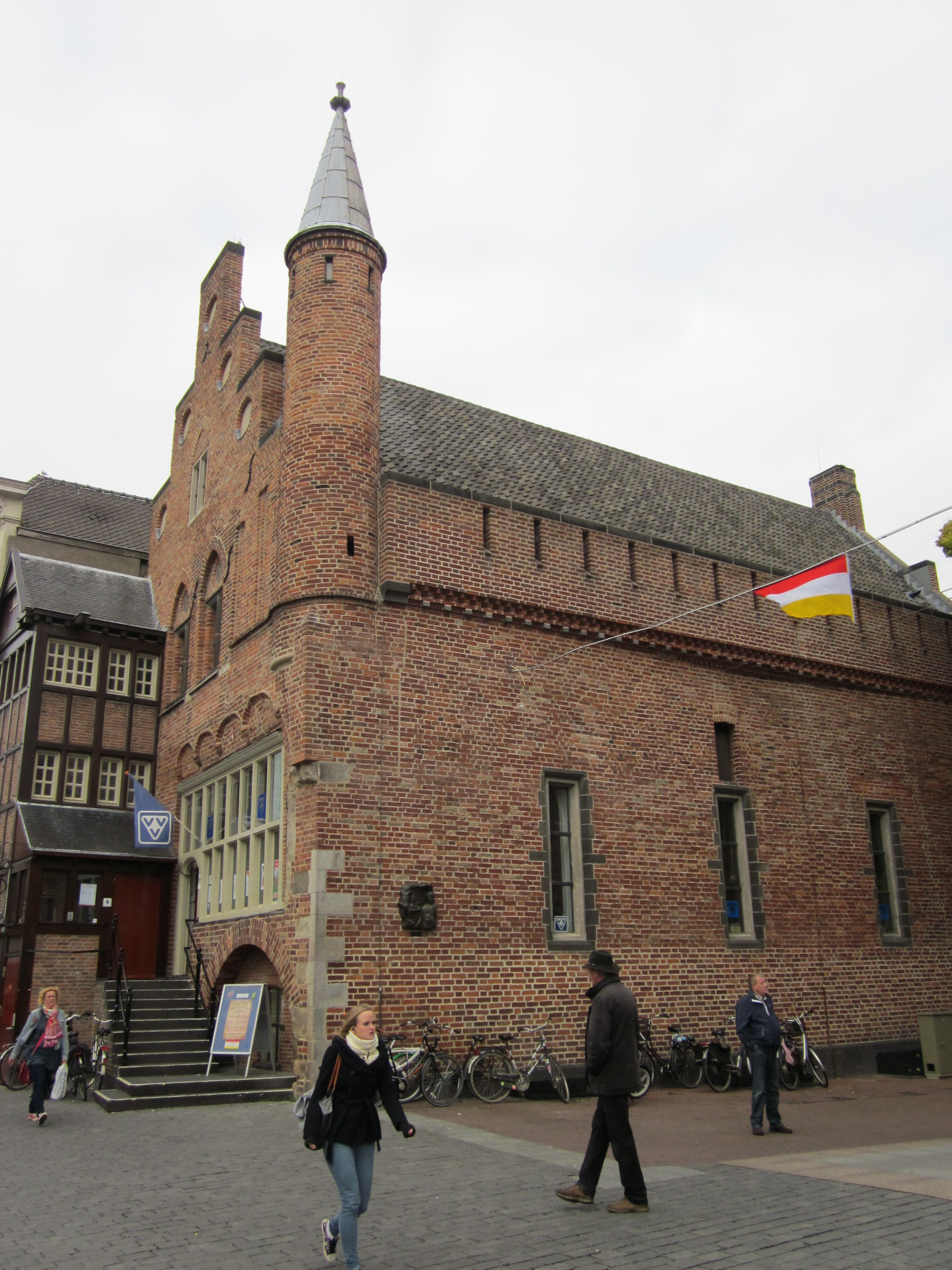
De Moriaan, 's-Hertogenbosch (gebouwd 1220?)

## Geboren
- 1 april - Go-Saga, keizer van Japan (1242-1246)
- 30 mei - Alexander Nevski, grootvorst van Novgorod en Vladimir (1252-1263)
- 11 november - Alfons, Frans prins, graaf van Toulouse en Poitiers
- Gerard van der Mark, bisschop van Münster
- Joanna van Toulouse, gravin van Toulouse
- Margaretha van Bar, Frans edelvrouw
- Przemysl I, hertog van Groot-Polen (of 1221)
- Adolf IV, graaf van Berg (jaartal bij benadering)
- Paus Adrianus V (Ottobuono Fieschi dei Conti di Lavagna), paus in 1276 (overleden 1276)
- Brunetto Latini, Florentijns schrijver (jaartal bij benadering)
- Engelbert II van Valkenburg, aartsbisschop van Keulen (jaartal bij benadering)
- Frederik III, burggraaf van Neurenberg (jaartal bij benadering)
- Hugo van Chalon, paltsgraaf van Bourgondië (jaartal bij benadering)
- Johanna van Dammartin, gravin van Aumale en Ponthieu, echtgenote van Ferdinand III van Castilië (jaartal bij benadering)
- Nicola Pisano, Italiaans beeldhouwer (jaartal bij benadering)
- Stefan Uroš I, koning van Servië (1243-1276) (jaartal bij benadering)
- Ulrich III, hertog van Karinthië (jaartal bij benadering)
- Walram II, graaf van Nassau (jaartal bij benadering)

## Overleden
- 25 februari - Albrecht II, markgraaf van Brandenburg (1205-1220)
- 15 april - Adolf I van Altena (~62), aartsbisschop van Keulen
- 8 mei - Rikissa van Denemarken (~45), echtgenote van Erik X van Zweden
- Angelus van Jeruzalem, Jeruzalems martelaar
- Arnoud II, graaf van Guînes
- Berardus van Cabrio, Italiaans missionaris en martelaar
- Mestwin I, hertog van Pommerellen
- Theobald I, hertog van Lotharingen
- Urraca van Castilië (~43), echtgenote van Alfons II van Portugal
- Adelheid van Vexin, Frans edelvrouw (jaartal bij benadering)
- Frederik II, graaf van Vianden (jaartal bij benadering)
- Günzel II, graaf van Schwerin-Wittenberg (jaartal bij benadering)
- Wolfram von Eschenbach, Duits dichter (jaartal bij benadering)

- Theobald I van Lotharingen (29), hertog van Lotharingen